# Le Corsaire noir (film, 1971)
Pour les articles homonymes, voir Le Corsaire noir.
Pour plus de détails, voir Fiche technique et Distribution.
Le Corsaire noir (Il corsaro nero) est un film italo-espagnol réalisé par Lorenzo Gicca Palli, sorti en 1971. Il est sorti momentanément au cinéma sous le titre Les deux flibustiers et est paru en DVD sous le titre Deux loustics en bordée.

## Synopsis
Après avoir enlevé l'épouse du roi d'Espagne, le corsaire Blackie apprend par celle-ci le transport d'une grosse cargaison d'or à destination du Mexique. Mais Skull, un corsaire rival, coule son bateau, espérant ainsi profiter seul du magot…

## Fiche technique
- Titre français : Le Corsaire noir ou Les Deux Flibustiers ou Deux Loustics en bordée
- Titre original italien : Il corsaro nero
- Réalisation : Lorenzo Gicca Palli
- Scénario : George Martin, Lorenzo Gicca Palli
- Musique : Gino Peguri
- Photographie : Jaime deu Casas
- Montage : Romeo Ciatti
- Production : Gabriele Silvestri
- Sociétés de production : ABC Cinematografica, Capricornio Transcontinental Pictures
- Pays : Italie, Espagne
- Langues : Italien, Anglais
- Format : Couleur - Mono - 35 mm - 2,35:1
- Genre : Aventures
- Durée : 89 min
- Affiche : Vanni Tealdi (France)

## Distribution
- Terence Hill (VF : Jean-Claude Michel) : Le capitaine Blackie
- George Martin (VF : Marc Cassot) : Don Pedro
- Silvia Monti : Isabel Mendoza Elacuna
- Bud Spencer (VF : Michel Gatineau) : Skull
- Edmund Purdom (VF : Jacques Thébault) : le vice-roi
- Salvatore Borgese (VF : Albert Augier) : Martin
- Carlo Reali (VF : Roger Rudel) : DeLussac
- Diana Lorys : Manuela
- Luciano Pigozzi (VF : Pierre Garin) : Montbarque
- Mónica Randall : Carmen
- Pasquale Basile (VF : Claude Bertrand) : Stiller
- Fernando Bilbao (VF : Jean Violette) : Moko
- Luciano Catenacci (VF : Henry Djanik) : Chain

## Sortie DVD
- Le film est sorti pour la première fois en DVD le 19 mars 2005 chez l'éditeur grenadine et est ressorti en DVD version remasterisée le 7 mars 2017 chez l'éditeur movinside.